# Cibotogaster varia
Cibotogaster varia är en tvåvingeart som först beskrevs av Walker 1854.  Cibotogaster varia ingår i släktet Cibotogaster och familjen vapenflugor. Inga underarter finns listade i Catalogue of Life.